# Пиракова, Гавхарби
Гавхарби Пиракова (тадж. Гавхар Пиракова; 1942 год, Таджикская ССР — 29 декабря 2023) — советский хлопковод, бригадир комплексной механизированной бригады колхоза имени Ленина Восейского района, Таджикская ССР. Герой Социалистического Труда (1965).

## Биография
Родилась в 1942 году в семье дехканина в кишлаке Буйдакабад Муминабадского района Кулябской области Таджикской ССР (ныне — Хатлонской области Таджикистана). В раннем детстве потеряла отца. Получила среднее образование в родном кишлаке. После школы трудилась рядовой колхозницей, учётчицей хлопководческой бригады в колхозе имени Ленина Восейского района. С 1960 года — заместитель председателя по культурно-просветительской работе. В 1961 году окончила трёхмесячные женские курсы механизации и трудилась механизатором хлопкоуборочного комбайна в этом же колхозе. В последующем была назначена бригадиром комплексной механизированной бригады.
В 1964 году бригада Гавхарби Пираковой досрочно выполнила социалистические обязательства и плановые производственные задания Семилетки (1959—1965) по сбору хлопка-сырца. В 1964 году бригада собрала в среднем около 100 тонн хлопка-сырца с каждого гектара. Указом Президиума Верховного Совета СССР от 3 апреля 1965 года удостоена звания Героя Социалистического Труда с вручением Ордена Ленина и золотой медали Серп и Молот.
Скончалась 29 декабря 2023 года.